# Mayisyan (Armavir)
Mayisyan (in armeno Ժդանով?, conosciuto anche come Zhdanov) è un comune dell'Armenia di 2 004 abitanti (2009) della provincia di Armavir.